# Konfrontacja indonezyjsko-malezyjska
Konfrontacja indonezyjsko-malezyjska (malajski Konfrontasi) – konflikt zbrojny o przynależność państwową wyspy Borneo prowadzony w latach 1963–1966 pomiędzy Malezją wspieraną przez Wielką Brytanię a Indonezją.

## Tło i geneza
W sierpniu 1957 roku Federacja Malajska ogłosiła niepodległość od Wielkiej Brytanii.
W jej skład wchodziło wówczas 11 stanów na Półwyspie Malajskim, a pierwszym premierem został Tunku Abdul Rahman.
W 1961 roku zaproponował on utworzenie Federacji Malezji, w skład której wchodzić miałyby, oprócz dotychczasowych stanów, cztery kolonie brytyjskie: Singapur, Brunei, Sarawak i Północne Borneo (obecnie Sabah). Plan zyskał akceptację Wielkiej Brytanii, powołana została tzw. komisja Cobbolda do zbadania nastrojów wśród mieszkańców kolonii
Zdecydowanie przeciwne powstaniu Malezji były Filipiny, ze względu na swoje roszczenia wobec Sabahu, natomiast Indonezja początkowo (tj. do końca 1962 roku) nie była nastawiona wrogo do tych planów.
W przeprowadzonych w Brunei w sierpniu 1962 roku wyborach do Rady Legislacyjnej zdecydowane zwycięstwo odniosła lewicowa Partia Ludowa (PRB) pod wodzą A.M. Azahari (Sheikh Azahari bin Sheikh Mahmud), który sprzeciwiał się wstąpieniu Brunei do Federacji i postulował utworzenie niezależnego państwa skupiającego trzy brytyjskie kolonie znajdujące się w północnej części Borneo, tj. Brunei, Sarawak i Sabah.
W grudniu 1962 roku Azahari stanął na czele Narodowej Armii Północnego Borneo (która miała prawdopodobnie wsparcie materialne Indonezji) i przeprowadził pucz w celu obalenia sułtana – zwolennika przystąpienia do Federacji. Sułtan wezwał na pomoc Brytyjczyków stacjonujących w Singapurze i powstanie zostało szybko stłumione, a PRB rozwiązana. Sułtan wyciągnął jednak wnioski z wydarzeń i wycofał zgodę na wstąpienie Brunei do Federacji. Sam Azahari, który pozostawał w dobrych relacjach z prezydentem Sukarno, po nieudanym zamachu stanu znalazł azyl w Indonezji.
Choć duża część historyków jest zdania, że Indonezja pozostawała do czasu puczu w Brunei neutralna w kwestii powstania Malezji, spotkać się można z opinią, że to właśnie Indonezja sprowokowała przewrót. Są też tacy, którzy uważają, że przewrót był brytyjską intrygą. Wydarzenia w Brunei stały się punktem zwrotnym w stosunkach Indonezji z jednoczącą się Malezją i pretekstem do zaangażowania się Indonezji po stronie przeciwników Federacji. Ostatnie grupy bojowników na terenie Brunei zostały zniszczone przez Brytyjczyków w maju 1963 roku.
W styczniu 1963 roku Subandrio, minister spraw zagranicznych Indonezji oficjalnie ogłosił, że kraj ten sprzeciwia się powstaniu Malezji i zapowiedział politykę konfrontacji (Konfrontasi). Wcześniej, w czerwcu 1960 roku prezydent Sukarno użył tego terminu w kontekście roszczeń wobec zachodniej części wyspy Nowa Gwinea, która była wówczas kolonią holenderską. Dzięki mediacji Stanów Zjednoczonych, w sierpniu 1962 roku w Nowym Jorku udało się doprowadzić do porozumienia, na mocy którego Indonezja przejęła w maju 1963 roku kontrolę nad spornym obszarem. Ocenia się, że sukces ten mógł rozzuchwalić władze Indonezji.
We wrześniu 1963 roku powstała Federacja Malezji, w skład której weszły stany Federacji Malajów, Singapur, Sarawak i Sabah. Indonezja zerwała z nowo powstałym państwem stosunki dyplomatyczne. W tym samym miesiącu doszło do splądrowania ambasady brytyjskiej w Dżakarcie, a prezydent Sukarno zapowiedział, że Malezja zostanie „zgnieciona” (ganyang, dosłownie: „przeżuta”). Oficjalnie Indonezja nie rościła sobie pretensji do północnej części Borneo, celem Konfrontasi było oderwanie stanów Sarawak i Sabah od Malezji. Indonezja realizowała ten cel przez wspieranie lewicowej partyzantki (powstanie w Sarawaku) w znajdujących się na Borneo stanach i ich destabilizację, przez co Konfrontasi bywa postrzegana jako jedna z odsłon zimnej wojny.
Wymieniając przyczyny, które doprowadziły do Konfrontasi wspomnieć warto także, że Sukarno widział w utworzeniu Malezji przejaw neokolonializmu, którego był wrogiem.
Ocenia się także, że zaangażowanie się Indonezji w konflikt mogło być podyktowane chęcią odwrócenia uwagi od wewnętrznych problemów kraju.

## Przebieg
Konfrontacja polegała początkowo na przenikaniu niewielkich grup bojowników indonezyjskich, składających się głównie z miejscowych ochotników, przez granicę z Malezją. Grupy te podejmowały następnie działania partyzanckie. Teren tworzyły głównie dżungle, z niewielką siecią dróg. Obronę granicy malezyjskiej zapewniała głównie armia i lotnictwo brytyjskie, chociaż stopniowo wzrastał udział malezyjskich sił zbrojnych. Udział w konflikcie po stronie malezyjskiej brały także siły australijskie i nowozelandzkie. Aktywnie brała udział w konflikcie marynarka brytyjska Royal Navy, wykonując zadania transportowe – w tym przerzucenia wojsk i zapasów z Singapuru, oraz zabezpieczające. Główną rolę odgrywały brytyjskie lotniskowce oraz śmigłowcowce desantowe i ich śmigłowce oraz oddziały komandosów.
Jedną z pierwszych operacji był rajd rebeliantów na miasteczko Limbang na obszarze Sarawaku na początku grudnia 1962 roku. Ponieważ rebelianci wzięli jako zakładników sześciu Europejczyków, dowództwo brytyjskie odbiło jeńców w drodze rajdu kompanii Royal Marines 12 grudnia. Przenikanie indonezyjskich oddziałów dywersyjnych do Sarawaku i Sabahu wzmogło się od kwietnia 1963 roku, a zwłaszcza latem tego roku, po konfrontacyjnym wystąpieniu prezydenta Sukarno, który zapowiedział skruszenie Malezji. 
Z czasem, od 1964 roku przez granicę zaczęły przenikać również regularne jednostki indonezyjskie. Także Brytyjczycy prowadzili działania na terenie indonezyjskiego Kalimantanu (operacja Claret). Indonezja usiłowała także prowadzić działania przeciw zachodniej Malezji, lecz bezskutecznie. W tym czasie w Indonezji doszło do nieudanej próby zamachu stanu dokonanej przez Ruch 30 Września (30 września 1965), na skutek którego nastąpiły czystki antykomunistyczne i wzrost znaczenia generała Suharto. 11 sierpnia 1966 podpisano pokój, a Indonezja uznała Malezję.
W działaniach zginęło m.in. 114 żołnierzy brytyjskich i sprzymierzonych, a 181 zostało rannych. Indonezja przyznała straty ok. 600 żołnierzy, lecz według powszechnej opinii specjalistów są one znacząco zaniżone.